# Jacek Strzemieczny
Jacek Strzemieczny (ur. 1949) – polski działacz społeczny, pedagog oraz urzędnik państwowy, współzałożyciel fundacji Centrum Edukacji Obywatelskiej i jej prezes w latach 1994–2018.

## Życiorys
Ukończył studia na Wydziale Nauk Społecznych Uniwersytetu Warszawskiego. W 1984 uzyskał stopień naukowy doktora w Instytucie Badań Pedagogicznych. Współtworzył ośrodek socjoterapii przy Państwowej Poradni Higieny Szkolnej, był także kierownikiem jednostki wychowawczej w ramach Państwowego Zespołu Ognisk Wychowawczych. Pod koniec lat 70. zorganizował i przez kilka lat prowadził prywatne przedszkole. Od 1989 do 1994 zajmował stanowisko dyrektora Departamentu Kształcenia i Doskonalenia Nauczycieli Ministerstwa Edukacji Narodowej.
Został członkiem Polskiego Towarzystwa Psychologicznego, był współzałożycielem i kierownikiem Ośrodka Rozwoju Umiejętności Wychowawczych PTP, a także dyrektorem w programie polsko-amerykańskim Edukacja Obywatelska w Społeczeństwie Demokratycznym. W 1994 współtworzył Centrum Edukacji Obywatelskiej, został prezesem zarządu tej fundacji, którą powołano w celu upowszechniania wiedzy, umiejętności oraz postaw związanych z budowaniem społeczeństwa obywatelskiego. Organizacją tą kierował do 2018.
Jest współautorem publikacji wydawanych przez CEO Jakie mamy szkoły? Poradnik dla tworzących lokalną politykę oświatową (1998) i Polityka oświatowa samorządu terytorialnego (1998).
W 2011 prezydent Bronisław Komorowski odznaczył go Krzyżem Oficerskim Orderu Odrodzenia Polski.